# 苫米地駅

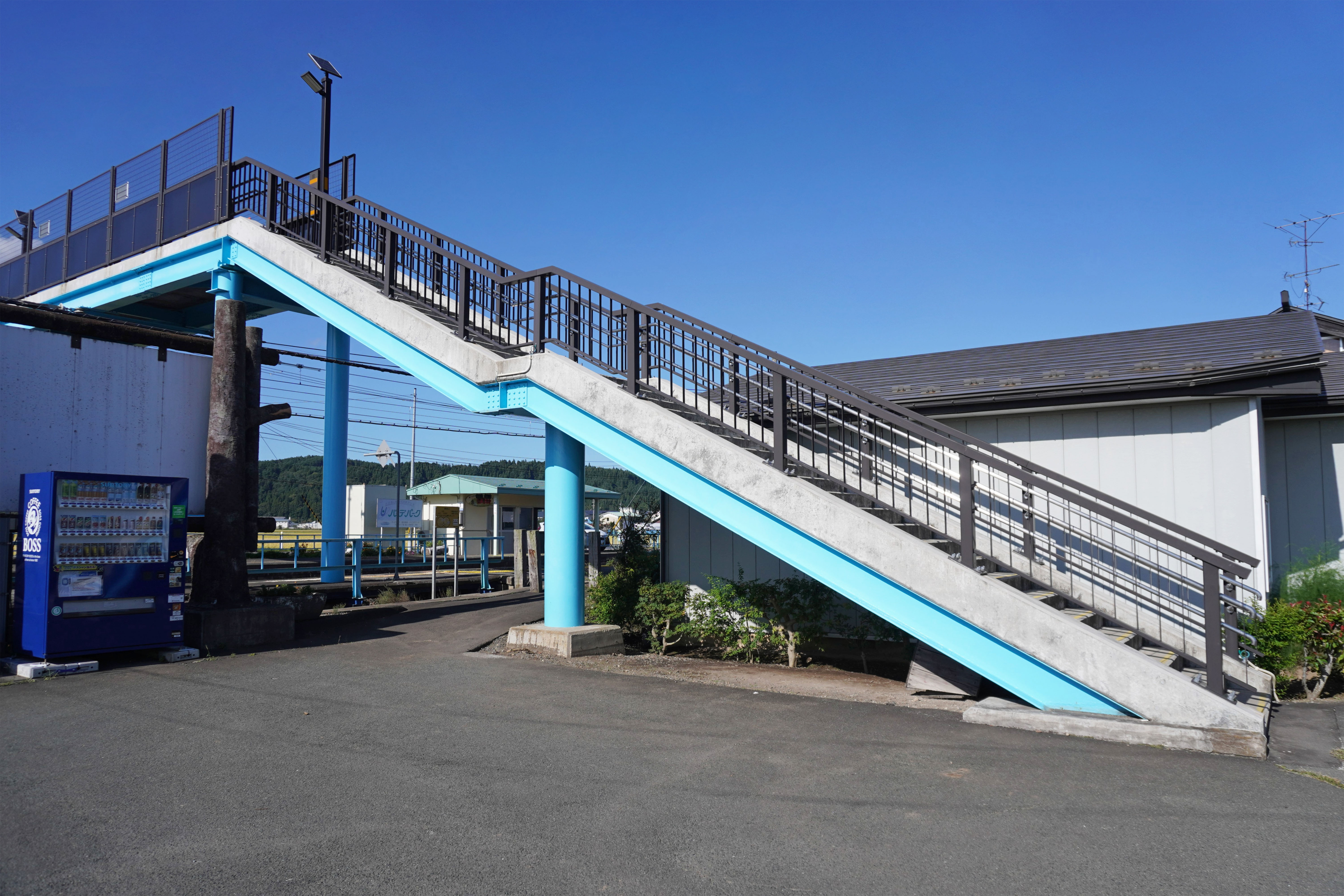
上り線外観（2023年9月）

苫米地駅（とまべちえき）は、青森県三戸郡南部町大字苫米地字四切（よきり）にある、青い森鉄道青い森鉄道線の駅である。

## 歴史
- 1961年（昭和36年）8月15日：日本国有鉄道東北本線の駅として開業[1]。旅客のみを取り扱う無人駅[2]。
- 1987年（昭和62年）4月1日：国鉄分割民営化に伴い、東日本旅客鉄道（JR東日本）の駅となる[3]。
- 2002年（平成14年）12月1日：東北新幹線八戸延伸に伴い、JR東日本より分離された青い森鉄道の駅となる[4]。
- 2017年（平成29年）2月28日：自動券売機の営業を終了[5]。

## 駅構造
相対式ホーム2面2線を有する地上駅である。互いのホームは自由通路を兼ねた跨線橋で連絡している。
八戸駅管理の無人駅。また、1番線ホームには、汲み取り式トイレが別に設置されている。

### のりば
| 番線 | 路線          | 方向 | 行先     |
| ---- | ------------- | ---- | -------- |
| 1    | ■青い森鉄道線 | 下り | 青森方面 |
| 2    | ■青い森鉄道線 | 上り | 目時方面 |

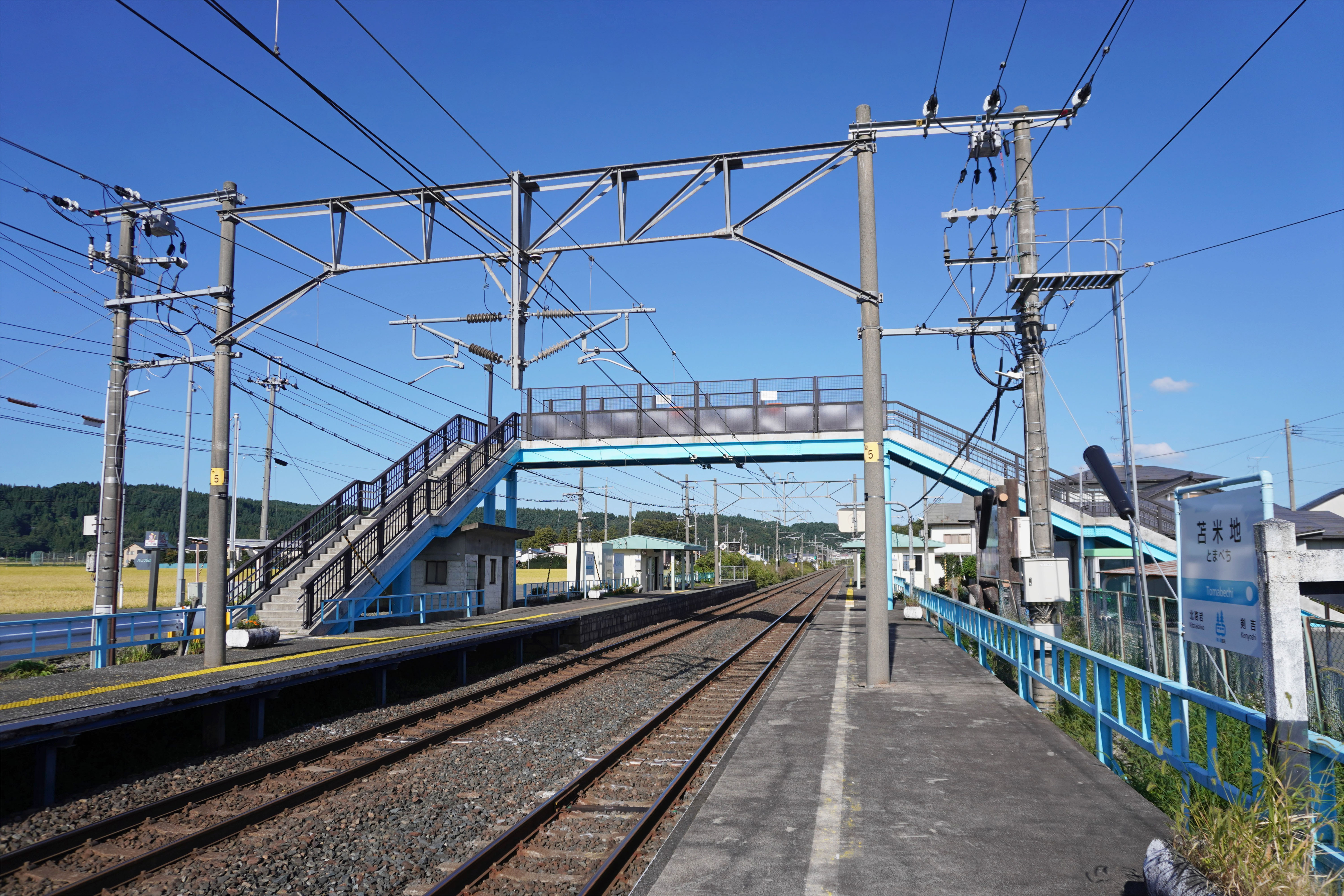
ホーム（2023年9月）

## 利用状況
| 1日乗降人員推移 | 1日乗降人員推移 |
| 年度            | 1日平均人数     |
| --------------- | --------------- |
| 2006年          | 315             |
| 2007年          |                 |
| 2008年          |                 |
| 2009年          |                 |
| 2010年          |                 |
| 2011年          | 153             |
| 2012年          | 165             |
| 2013年          | 164             |
| 2014年          | 171             |
| 2015年          | 197             |
| 2016年          | 184             |
| 2017年          | 140             |
| 2018年          | 100             |

## 駅周辺
- 国道104号
  - 青森県道223号福田苫米地線
- 南部町役場福地支所（旧・福地村役場）
- 福地郵便局
- 馬淵川
- バーデパーク（温泉保養宿泊施設・アイスアリーナ・農産物直売所併設）
- 八戸テレビ・FM中継局 - 在青FMラジオ局（NHK青森放送局FM放送とAFBエフエム青森[注 1]）の送信施設

## バス路線
2番線ホーム入口を出た国道側には、「苫米地駅通り」バス停が設置されており、南部バス（岩手県北自動車南部支社）やなんぶちぇりバスの路線が発着する。
- 南部バス
  - 八戸市内方面
    - P8：ラピア

  - 剣吉方面
    - T170：三戸
- なんぶちぇりバス
  - バス回転場内
    - 麦沢線：麦沢第3
    - 椛木線：羽黒
    - 埖渡線：埖渡
    - バーデハウスふくち

  - 三戸方面行ポール
    - 三戸駅線：三戸駅

## 隣の駅
青い森鉄道
■青い森鉄道線
剣吉駅 - 苫米地駅 - 北高岩駅